# Kyrönkari
Kyrönkari är en ö i Finland. Den ligger i Bottenviken och i kommunen Uleåborg i den ekonomiska regionen  Uleåborgs ekonomiska region i landskapet Norra Österbotten, i den norra delen av landet. Ön ligger nära Uleåborg och omkring 540 kilometer norr om Helsingfors.
Öns area är 1,7 hektar och dess största längd är 240 meter i sydöst-nordvästlig riktning.